# Euphorie
Pour les articles homonymes, voir Euphorie (homonymie) et Euphoria.

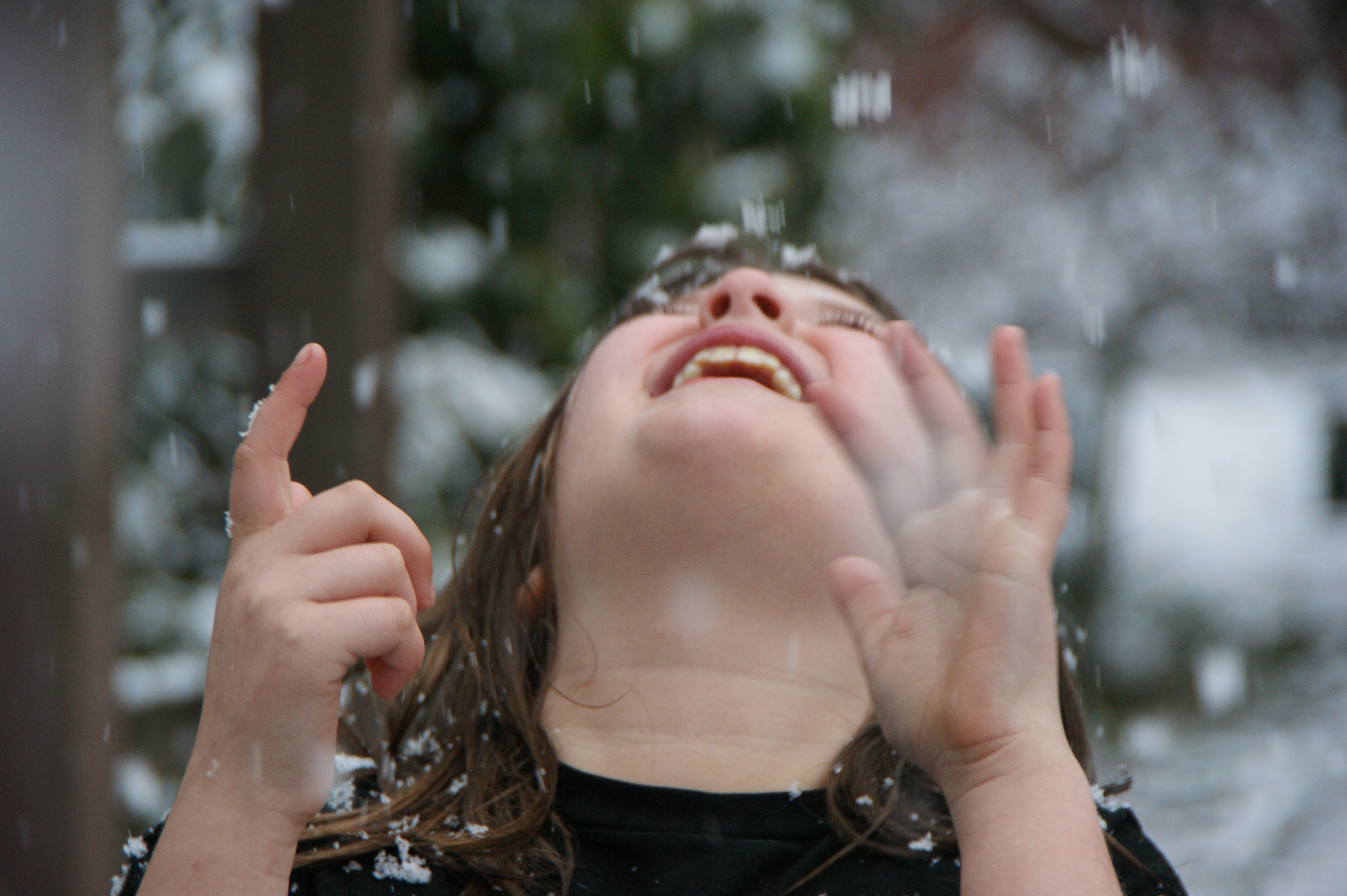
Chez les humains, les jeux peuvent causer une joie intense et une euphorie.

L’euphorie (du grec εὐφορία ; de εὖ : « bien », et φέρω, pherō : « à supporter » ; sémantiquement opposé à la dysphorie) est une situation mentale et émotionnelle présentant un état de bien-être, de l'exaltation, de la joie et de l'excitation. Techniquement, l'euphorie est un affect, mais le terme désigne parallèlement cette émotion comme un état intense de joie accompagné de satisfaction.
Cependant, certaines activités qui mènent par exemple à l'orgasme, l'amour, ou à la réussite d'un athlète dans un sport, peuvent mener à un état bref d'euphorie. L'euphorie a également été citée lors d'expériences religieuses ou spirituelles. L'euphorie peut également être causée par des troubles psychologiques tels que le trouble bipolaire, la cyclothymie, l'hyperthyroïdie, voire un traumatisme crânien. L'euphorie peut également être un symptôme de « maladies liées au système nerveux, comme la syphilis et la sclérose en plaques. »

## Caractéristiques
Pour certains[Qui ?], l'euphorie indique un état d'esprit d'allégresse, de joie extravagante, aussi appelé exaltation, généralement passager. C'est une forme immense de bien-être engendrée par un bonheur croissant et à une diminution des inhibitions. Dans le langage courant l'euphorie est souvent utilisé pour désigner de la passion et de l'enthousiasme. Le terme décrit un sentiment de bien-être amélioré temporairement, qui est, cependant, à la différence de l'humeur hypomaniaque, souvent appelé à un état de joie et de gaieté superficielle.
En médecine occidentale, l'euphorie est également un état subjectif retrouvé dans certains syndromes psychiatriques ou toxiques. Ainsi, sous sa forme de manie ou d'humeur excessive, les affections organiques possiblement liées sont la démence sénile, les tumeurs cérébrales frontales, la paralysie progressive, ou à la suite d'une intoxication. Par exemple, l'action de la cocaïne est expliquée par le fait qu'elle bloque la recapture de certains neurotransmetteurs comme la dopamine, la noradrénaline et la sérotonine,, d'où un excès quantitatif de ces neurotransmetteurs au niveau de la fente synaptique. L'effet de la dopamine est ainsi amplifié au niveau du neurone post-synaptique et cette hyperactivation induit l'euphorie typique de la prise de cocaïne.
L'effet de la méthamphétamine est quasi similaire à celui de la cocaïne mais son effet est bien plus long donc plus dangereux. Ainsi la demi-vie de la cocaïne n'est que d'une heure alors que celle de la méthamphétamine est de douze heures. L'alcool et certains médicaments peuvent aussi déclencher ce mécanisme. En effet, au niveau physiologique la sensation d'euphorie, comme la sensation de joie, est due à l'action de la dopamine sur le cerveau. En psychologie l'euphorie est un état d'esprit s'expliquant par le sentiment intense d'éprouver du bonheur, évalué objectivement comme étant une humeur parfois anormalement élevée et purement impulsive. Elle correspond à une activité permanente dans le noyau accumbens du cerveau.
En sport, en particulier lors de performances physiques extrêmes, comme lors d'une course de fond où les coureurs vont au bout d'eux-mêmes, ils sont épuisés mais ressentent malgré tout une sensation d'euphorie. On retrouve également ce phénomène chez certains dépendants au travail. Cela est dû aux endorphines, ces opiacés endogènes produites naturellement par notre cerveau lors de certaines activités. Par conséquent, on définit mêmement l'euphorie lors de la récupération de situations extrêmes qui peuvent être simulées, telles que le saut à l'élastique ou celles citées ci-dessus.

## Distinctions et mise en garde
Le terme euphorie vient des racines grecques eu (bien) et phorein (porter) et signifie ainsi à l'origine bien se porter.
Il est donc crucial de distinguer le terme euphorie tel qu'il est employé en psychiatrie pour désigner un état pathologique, du sens le plus commun.   
Cette nuance du sens du terme dans une discipline aussi influente que la psychiatrie pourrait avoir des répercussions malsaines sur les sociétés occidentales. Alors que l'euphorie devrait être considérée comme naturelle et heureuse, son amalgame avec des états pathologiques transformerait notre vision de cet état naturel en symptôme inquiétant de maladie mentale. Cette distorsion sémantique et les comportements qu'elle implique pourrait imperceptiblement entretenir la tendance dépressive des sociétés concernées[réf. nécessaire].